# Spanien i olympiska vinterspelen 1994
Spanien deltog med 13 deltagare vid de olympiska vinterspelen 1994 i Lillehammer. Ingen av landets deltagare erövrade någon medalj.